# 張瑞璣

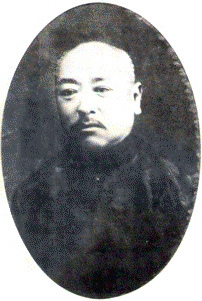
張瑞璣

张瑞玑 （1872年—1928年1月6日），字衡玉，山西赵城人，清末民初官員、書畫家。

## 生平
光绪二十九年（1903年），张瑞玑中进士。光绪三十二年（1906年）后，历任陕西省韩城县、兴平县、长安县、临潼县、咸宁县等县知县。辛亥革命前，参加中国同盟会，辛亥西安光复后的第三天，奉命在咸宁县署组织民政府。10月29日，民政府、参谋处合并为总务府，张瑞玑同王锡侯一同主持总务府的铨叙局。南北议和成功后，辞职返回太原，任山西省军政府财政司司长，1912年12月一度署理山西民政长。1913年初，被任命为山西省民政长，但未就任，而是赴西安任陕西省军政府顾问。
中华民国初年，张瑞玑曾任国会参议院议员、总统府顾问。1914年1月10日，袁世凯解散民元国会。 同年3月， 约法会议召开，张瑞玑等人士未被列入约法会议议员。1918年，张瑞玑作为国会议员常驻北京。1919年2月，在上海进行南北议和的南北双方代表议定，派张瑞玑到陕西省主持划界停战。当时，北洋政府所派的直军、奉军、晋军、甘军、川军以及刘镇华的镇嵩军正在支援陈树藩于关中围攻陕西靖国军。靖国军对张瑞玑来陕西主持划界停战保有极大期望，但张瑞玑迟至3月12日才启程赴陕西， 3月22日抵达西安。当时陈树藩率领的八省联军已取得军事优势，拒不理会陕西靖国军提出的恢复第一次停战令（1918年11月16日北洋政府颁布的前方军队停战罢兵令）后的防地、撤走围攻乾县的北方军的要求。张瑞玑偏袒陈树藩的北方军，引起陕西靖国军愤怒，陕西靖国军总司令于右任通告驳斥，并揭露张瑞玑受陈树藩贿赂。张瑞玑的划界停战未能成功，自己也不得不离去。
此后，张瑞玑寓居北京。1923年曹锟贿选，张瑞玑没有接受。
1928年1月6日，张瑞玑在赵城病逝。

## 著作
张瑞玑工诗文书画。有《谁园集》。